# Dalriada (banda)
Dalriada é uma banda de folk metal de Sopron, Hungria. A banda foi fundada em 1998, mas a formação atual tornou-se ativa em fevereiro de 2003. O nome da banda também foi escolhido nessa época. A banda se chamava Echo of Dalriada, até 2007. Pode se classificar o estilo da banda como épic-folk-metal com outros elementos musicais (música folclórica húngara, música renascentista). 

## História
Depois de alguns shows na região, em dezembro de 2003, a faixa gravada para a primeira demo Walesi Bárdok (The Bards of Wales), que é a capa da famosa balada de János Arany, obteve opiniões positivas e vieram novos convites para shows.
No ano seguinte, a banda tinha shows em cidades como Tatabánya, Agárd, Röjtökmuzsaj, Sopronkövesd, Szombathely e tocaram várias vezes em Sopron e Budapeste, no Volt-festival e no Petofi Csarnok. Tocaram com bandas como Moby Dick, Ossian, Pokolgép, Senhor, Beatrice. "Walesi Bárdok" era tocada em rádios regionais e rádios pela Internet. A banda foi indicada pelo site Diaksziget para "Banda do Mês" em agosto de 2004.
Uma canção é sobre a compilação do Usound, empresa discográfica. Em novembro de 2004 a banda disponibilizou o seu primeiro álbum, "Fergeteg", que foi produzido pela Hammer Music Production. Em dezembro do mesmo ano, o canal de televisão húngaro DUNA TV, transmitiu uma entrevista com a banda.
Em 2005, a banda tinha mais shows na Hungria, tocaram no Festival Sziget, tocaram também na Transilvânia e na Áustria. A banda começou a trabalhar no seu segundo álbum, "Jégbontó", que foi lançado em fevereiro de 2006. Tendo uma ótima repercussão na Hungria, foi o 53º álbum mais vendido no mês após o lançamento. Por ocasião deste trabalho, a banda conseguiu gravar seu primeiro videoclipe oficial, para a música "Téli Ének".
Em 2008, já com o nome "Dalriada", a banda lançou o seu quarto álbum, "Szelek", que foi um sucesso no seu país, alcançando a segunda posição nas paradas musicais húngaras. Em 2009, o grupo lançou outro álbum, de nome "Arany", contendo 13 composições. O nome do trabalho remete a János Arany, um dos maiores poetas da Hungria. Inclusive, todas as composições do álbum são poesias da Arany transformadas em música. No início de 2011, o Dalriada lança mais um álbum, de nome "Igéret". Uma curiosidade é que a banda tem lançado álbuns cujos nomes referem-se aos meses do ano em húngaro arcaico. Assim, "Fergeteg" refere-se ao mês de janeiro, "Jégbontó" ao mês de fevereiro, "Kikelet" a março, "Szelek" a abril e "Ígéret" a maio. A única exceção foi o álbum Arany, uma vez que foi assim batizado por conter as obras do poeta húngaro. Se a banda mantiver este hábito, seus próximos lançamentos provavelmente receberão os nomes de "Napisten", "Áldás", "Új Kenyér", "Őszelő", "Magvető", "Enyészet" e "Álom", que referem-se, respectivamente, aos meses de junho, julho, agosto, setembro, outubro, novembro e dezembro.

## Formação
- Laura Binder (voz, flauta)
- András Ficzek (voz, guitarra)
- Mátyás Németh Szabó (guitarra)
- Tadeusz Rieckmann (bateria)
- György Varga (baixista)

## Discografia
- Fergeteg (2004)
- Jégbontó (2006)
- Kikelet (2007)
- Szelek (2008)
- Arany-album (2009)
- Ígéret (2011)
- Napisten hava (2012)
- Áldás (2015)
- Forrás (2016)
- Nyárutó (2018)